# ゲームソフトウェア分類管理手法
ゲームソフトウェア分類管理手法（ゲームソフトウェアぶんるいかんりしゅほう、繁体字: 遊戲軟體分級管理辦法、英: Game Software Rating Regulations、GSRR）は、中華民国法に基づいて制定された、コンピュータゲームのレイティングシステムを定めた法律である。ゲームソフトウェアレーティング管理規制とも訳される。
ここでは、ゲームソフトウェア分類管理手法の前身であるコンピュータソフトウェアレーティング規制（コンピュータソフトウェアレーティングきせい、繁体字: 電腦軟體分級辦法）についても解説する。

## 沿革
2006年7月6日、経済部が「コンピュータソフトウェアレーティング規制」を発布し、その6か月後に施行された。その後2009年6月5日および2011年4月13日に改正が行われた。
2011年9月28日、コンテンツを審査する役割を政府が担うのは不適切であることから、デジタルゲームレーティング委員会（後述）が設立された。
2011年11月30日、児童および青少年の福祉と権利の保護に関する法律（繁体字: 兒童及少年福利與權益保障法）が改正され、経済部工業局にゲームのレーティング管理を強化する権限が与えられているということが明示的になった。そして、2012年5月29日に行われた3回目の改正で、名称が「ゲームソフトウェア分類管理手法」に変更された。またこの時、映画のレーティングに倣った普遍級・保護級・輔導級・限制級の4段階から、学制に倣った普遍級・保護級・輔12級・輔15級・限制級という5段階のレーティングになった。
さらに2015年11月12日と2018年4月20日にも改正が加えられた。2019年5月23日に6回目の改正が行われ、この時この法律に記載されていた権限と責任が数位発展部に移された。

## レーティング
ゲームソフトウェア分類管理手法には5段階のレーティングが存在する。
対象年齢の高い順に、そのレーティングに適合するかどうか判断される。いずれにも該当しない場合は普遍級となる。
| ロゴ | レーティング名                 | 中国語表記              | 説明 |
| ---- | ------------------------------ | ----------------------- | --- |
|      | General Public （G）           | 普遍級                  | 年齢に関係なく使用できるソフトウェア。 保護級、輔12級、輔15級、限制級のいずれにも当たらないものが該当する。 |
|      | Protected （P）                | 保護級                  | 6歳以上のみ使用できるソフトウェア。以下の特徴を持つものが該当する。 - 可愛いキャラクターが戦闘したり攻撃したりするが、傷ついたり死亡したりしないもの。 - その他、6歳未満の子供の行動や心理に悪影響を与える可能性のある描写がある。 |
|      | Parental Guidance 12 （PG 12） | 輔導十二歲級 （輔12級） | 12歳以上のみ使用できるソフトウェア。以下の特徴を持つものが該当する。 - ゲームキャラクターが性的な服装をしているが、性的なものを暗示させるわけではない、教育的・医療的なシーンがある。 - 戦闘や攻撃はあるが、流血はしない、もしくは軽く恐怖を感じる程度のシーンがある。 - 一般的に下品と呼ばれるものがあるが、悪影響は及ぼさない。 - 疑似的な恋愛や結婚をするように設計されている。 - 仮装の金銭を使用しない、または結果によってその金銭が直接増減しないカードゲーム、パズルゲームのソフトウェア。 - その他、12歳未満の子供の行動や心理に悪影響を与える可能性のある描写がある。                                                               |
|      | Parental Guidance 15 （PG 15） | 輔導十五歲級 （輔15級） | 15歳以上のみ使用できるソフトウェア。以下の特徴を持つものが該当する。 - 女性の上半身、背中または遠目からの全裸、軽度な性的描写を含む図形・文字・映像・音声がある。 - 攻撃や殺害等の流血や恐ろしいシーンを含むが、残酷な印象は与えない。 - アルコールやタバコの使用を誘発しかねない映像やシーンがある。 - 下品な文字、言葉、セリフが出る。 - 以上の4つに記載されているもの以外の犯罪または非行を含むが、児童および青少年の模倣にはつながらない。 - 仮装の金銭を使用してゲームを行い、結果によってその金銭が直接増減するカードゲーム、パズルゲームのソフトウェア。 - その他、15歳未満の子供の行動や心理に悪影響を与える可能性のある描写がある。 |
|      | Restricted （R）               | 限制級                  | 18歳以上のみ使用できるソフトウェア。以下の特徴を持つものが該当する。 - 図形、文字、映像、音声を用いた、全裸や性的な事柄を暗示する描写がある。 - 人間ないしキャラクターが殺害される攻撃、殺害による流血、残虐で恐ろしいシーンのいずれかを含み、かつ残酷な印象を与える。 - 薬物を使用するシーンやエピソードがある。 - 下品または憎悪的な言葉や文字、台詞が繰り返される。 - 強盗、誘拐、自傷、自殺などの犯罪や軽犯罪を含み、かつ子供が簡単に模倣できる。 - その他、18歳未満の子供の行動や心理に悪影響を与える可能性のある描写がある。 |

## デジタルゲームレーティング委員会
台北市コンピュータ協会（TCA）のICT産業政策法律センター・セクションディレクターの許によると、台湾では民主化運動を経た後、政府がコンテンツを審査するのは不適切であるという共通認識が生まれた。また、ゲームは業界団体や学者、保護者などによって見解が異なるため、多方面の意見を反映できるような組織が必要になった。
このことから、2011年9月28日、デジタルゲームレーティング委員会（繁体字: 數位遊戲分級自律推動委員會、英: Digital Game Rating Committee、略称：DGRC）が設立された。
この委員会は「指導委員」と「執行委員」によって構成される。指導委員は、教育部、国家通信委員会、内政部児童局、経済部という4つの政府機関によって構成される。対して執行委員は、ゲーム業者、流通業者、社会団体、学者といった一般の団体によって構成される。